# Montalvânia
Montalvânia est une municipalité brésilienne de l'État du Minas Gerais et la microrégion de Januária.